# 宇宙の箱舟
「宇宙の箱舟」（うちゅうのはこぶね、原題: The Ark in Space）は、イギリスのSFテレビドラマシリーズ『ドクター・フー』シーズン12の2番目のストーリーである。イギリスでは1975年1月25日から2月15日にかけてBBC Oneで放送され、日本では1989年7月5日から7月26日にかけてNHK BS2の衛星こども劇場枠で放送された。なお、次話である The Sontaran Experiment は日本では放送されず、次に放送されたのは1話飛ばした「ダレク族の誕生」であった。
本作の舞台は1万年以上未来である。宇宙ステーションのナーヴァで、昆虫型エイリアンのワーンが人間を吸収してその知識を取り込もうとする。

## 制作
脚本原案はジョン・ルカロッティによるもので、このままでは使えないと判断したロバート・ホームズが書き直しを行った。ホームズは『宇宙の箱舟』を四部作とし、前作の二部作 The Sontaran Experiment　から繋がるようにした。ルカロッティの名前がクレジットされることはなかった。バリー・レッツは元々このストーリーを Space Station という題で計画していたが、フィリップ・ヒンチコックが後にプロデューサーに就任した。また、レッツは予算削減のために二部作 The Sontaran Experiment と一緒に四部作を制作して1つの六部作にする計画を立てていた。The Sontaran Experiment が完全にロケ地で撮影された一方、「宇宙の箱舟」は完全にスタジオ内だけで撮影された。
「宇宙の箱舟」はヒンチクリフがプロデューサーとなってから初めて放送されたストーリーである。番組のコアな視聴者を拡大するため、番組を大人にもアピールする必要があると彼は考え、ノアが地球外生物に変貌する冷酷な描写など、ホラー描写を作中に導入することを本作で検証した。半分変質したノアがヴィラに自分を殺すよう懇願するシーンは、子どもには怖すぎるという理由でカットされた。
パート1のタイトルシークエンスは試験的に緑色に変えられたが、後続のエピソードでは元に戻された。タイトルシークエンスはこれ以降6年間変わることはなかった。
「宇宙の箱舟」はスタジオで1974年10月から11月にかけて収録された。本作のセットは、本作よりも以前の時代の宇宙ステーションナーヴァを舞台にした「サイバー人間の復讐」に流用された。

## 評価
ポール・コーネル、マーティン・デイ、ケイス・トッピングは、「宇宙の箱舟」でテーマが丁寧に扱われたことで、映画『エイリアン』に影響を与えた可能性があると記し、本作を高評価した。ただし、2014年クリスマススペシャル『最後のクリスマス』の放送に先駆け、スティーヴン・モファットは映画『エイリアン』の制作陣からの資料の借り入れについて質問を受け、彼らが『宇宙の箱舟』のプロットを貸すように依頼したことはないと否定した。デイヴィッド・J・ハウとスティーヴン・ジェームズ・ウォーカーは「本作はシリーズ史上最も恐ろしい要素を含んでいる」と記し、セットのデザインや緊張感、ワーンの効果を称賛した。2010年にラジオ・タイムズのパトリック・マルケーンはシリーズのホラーへの方向性の転換を肯定的に評価した。
英国映画テレビ芸術アカデミーで2008年11月29日に行われたライブイベントでは、2005年以降の新シリーズの製作総指揮を担うラッセル・T・デイヴィスが、「宇宙の箱舟」はクラシックシリーズで気に云ったエピソードであるとコメントした。「宇宙の箱舟」は、Doctor Who Magazine's で2009年に行われた各話を人気順にランク付けする読者調査 Mighty 200 で28位を獲得した。
本作は太陽フレアから逃れた人類の描写など、ノアの箱舟の伝承をベースにしたシーンが多々見られる。